# Трансакційний сектор
Трансакці́йний се́ктор — особливий інституційний сектор економіки, що забезпечує здійснення обмін прав власності (транзакцій). Цей сектор зумовлений існуванням трансакційних витрат.
Провідні дослідники трансакційного сектору Джон Валліс та Дуглас Норт відносять до трансакційного сектора на прикладі економіки США:
- трансакційні галузі в приватному секторі, такі як торгівля, фінансування, страхування, ринок нерухомості;
- трансакційні витрати виробничих підприємств, тобто заробітна плата осіб, безпосередньо не залучених у виробництво, зокрема, менеджерського й офісного персоналу, юристів, бухгалтерів, охоронців тощо;
- трансакційні галузі державного сектору, такі як поліція, пошта, органи національної безпеки, фінансової адміністрації тощо;
- трансакційні витрати державного сектору, тобто заробітна плата працівників освіти або медицини.

В українській економіці Сергій Архієреєв відносить до трансакційного сектору такі галузі:
- фінансові послуги (кредитування, фінансування, страхування);
- громадське харчування, торгівлю, збут, матеріально-технічне постачання, заготівлі;
- державний апарат , а також управлінський апарат господарських, кооперативних та громадських організацій.

За оцінками 2013 року, в трансакційному секторі зайнято 11,4 % населення України, і він генерує 26,8 % валової доданої вартості.